# Ferrières-les-Verreries
Ferrières-les-Verreries település Franciaországban, Hérault megyében. Lakosainak száma 46 fő (2022. január 1.). Ferrières-les-Verreries Pompignan, Brissac, Claret, Montoulieu, Notre-Dame-de-Londres, Rouet és Saint-Bauzille-de-Putois községekkel határos.

## Népesség
A település népességének változása:
| Lakosok száma | 11   | 26   | 23   | 56   | 68   | 55   | 50   | 48   | 47   | 46   |
|               | 1968 | 1982 | 1990 | 2006 | 2013 | 2015 | 2017 | 2019 | 2020 | 2022 |